# Anton Botine
Anton Botine (en russe : Антон Ботин) est un joueur russe de volley-ball né le 8 juillet 1990. Il mesure 1,92 m et joue réceptionneur-attaquant.

## Clubs
| Club             | De        | À         |
| ---------------- | --------- | --------- |
| MGTU Moscou      | 2009-2010 | 2011-2012 |
| Dinamo Krasnodar | 2012-2013 | 2012-2013 |
| VK Grozny        | 2013-2014 | ...       |

## Palmarès
Néant.